# Manjuyod
Manjuyod és un municipi de la província de Negros Oriental, a la regió filipina de les Visayas Centrals. Segons les dades del cens de l'any 2007 té una població de 39.722 habitants distribuïts en una superfície de 264,60 km².

## Divisió administrativa
Manjuyod està políticament subdividit en 27 barangays.
| - Alangilanan - Bagtic - Balaas - Bantolinao - Bolisong - Butong - Campuyo - Candabong - Concepcion | - Dungo-an - Kauswagan - Libjo - Lamogong - Maaslum - Mandalupang - Panciao - Poblacion - Sac-sac | - Salvacion - San Isidro - San Jose - Santa Monica - Suba - Sundo-an - Tanglad - Tubod - Tupas |